# Comisia Pontificală pentru Statul Vatican
Comisia Pontificală pentru Statul Vatican (în latină Pontificia Commissio pro Civitate Vaticana, în italiană Pontificia Commissione per lo Stato della Città del Vaticano) este organul legislativ al Cetății Vaticanului. Este formată dintr-un președinte, care deține și titlul de Președinte al Guvernatoratului Statului Cetății Vaticanului și servește ca șef al guvernului Cetății Vaticanului, precum și șase cardinali numiți de Papă. Șeful statului Cetății Vaticanului este numit pentru mandate de cinci ani.
Comisia Pontificală a fost creată în 1939 de Pius al XII-lea. Legile și regulamentele propuse de Comisie trebuie să fie supuse Papei prin intermediul Secretariatului de Stat înainte de a fi făcute publice și de a intra în vigoare. Legile, regulamentele și instrucțiunile promulgate de Comisie sunt publicate în Acta Apostolicae Sedis.

## Membrii actuali
Începând cu 1 martie 2025, președintele și membrii sunt:
| Poziție    | Nume                              | Țară                       | Alte funcții                                                                                 |
| ---------- | --------------------------------- | -------------------------- | -------------------------------------------------------------------------------------------- |
| Președinte | Sora Raffaella Petrini, FSE       | Italia                     | Președinte al Guvernoratului Statului Cetății Vaticanului                                    |
| Membru     | Cardinalul Kevin J. Farrell       | Irlanda                    | Camerlengo al Sfintei Biserici Romane Prefect al Dicasterului pentru Laici, Familie și Viață |
| Membru     | Cardinalul Robert Francis Prevost | Statele Unite ale Americii | Prefect al Dicasterului pentru Episcopi                                                      |
| Membru     | Cardinalul Claudio Gugerotti      | Italia                     | Prefect al Dicasterului pentru Bisericile Orientale                                          |
| Membru     | Cardinalul Arthur Roche           | Regatul Unit               | Prefect al Dicasterului pentru Cultul Divin și Disciplina Sacramentelor                      |
| Membru     | Cardinalul Leonardo Sandri        | Argentina                  | Prefect emerit al Dicasterului pentru Bisericile Orientale                                   |
| Membru     | Cardinalul Lazarus You Heung-sik  | Coreea de Sud              | Prefect al Dicasterului pentru Cler                                                          |

## Guvernatoratul Statului Cetății Vaticanului
Președintele Comisiei Pontificale pentru Statul Cetății Vaticanului servește și ca șef al guvernului Statului Cetății Vaticanului, ca Președinte al Guvernatoratului Statului Cetății Vaticanului, o funcție distinctă de fostul titlu de Guvernator al Cetății Vaticanului. Pe lângă rolul său legislativ, Președintele este delegat cu autoritatea executivă pentru Cetatea Vaticanului de către Papă. Administrațiile și departamentele guvernului Cetății Vaticanului, inclusiv Corpul de Jandarmerie al Cetății Vaticanului, Observatorul Vaticanului, Muzeele Vaticanului și Departamentul Viloi Pontificale, care administrează Castel Gandolfo, raportează Guvernatoratului.
Funcțiile Guvernatoratului includ:
- Biroul juridic
- Biroul pentru personal
- Biroul pentru registre civile
- Arhivele
- Biroul de contabilitate
- Biroul numismatic și filatelic
- Biroul poștal și telegrafic
- Biroul de expediție
- Departamentul de poliție (Corpul de Jandarmerie al Cetății Vaticanului)
- Biroul de informații turistice
- Departamentul de muzee și galerii (Muzeele Vaticanului)
- Departamentul de servicii economice
- Departamentul de servicii tehnice
- Observatorul Vaticanului
- Castel Gandolfo
- Biroul pentru cercetări arheologice

## Președinte
Pe lângă rolul legislativ al titularului funcției, Președintele Guvernatoratului Statului Cetății Vaticanului, care, începând cu 1 martie 2025, este Sora Raffaella Petrini, a fost delegat cu autoritatea executivă de către Papă pentru Cetatea Vaticanului, în calitate de Președinte al Guvernatoratului Statului Cetății Vaticanului. Ca membru senior al Curiei Romane, președintele a fost de obicei un cardinal al Bisericii Catolice, totuși, actualul titular al funcției este o soră religioasă și, ca atare, prima femeie care deține această funcție.
În timpul unei sede vacante, mandatul președintelui se încheie, la fel ca majoritatea celorlalte funcții din Curia. Cu toate acestea, titularul funcției înainte de moartea sau demisia Papei devine membru al Comisiei care se ocupă de unele dintre funcțiile șefului statului până când un nou Papă poate fi ales, alături de fostul Cardinal Secretar de Stat și Camerlengo al Sfintei Biserici Romane.
| Nr. | Imagine | Nume                       | (Naștere–Deces) | Naționalitate | Mandat                             | Durata mandatului    |
| --- | ------- | -------------------------- | --------------- | ------------- | ---------------------------------- | -------------------- |
| 1   |         | Marchizul Camillo Serafini | (1864–1952)     | Italia        | 11 februarie 1929 – 21 martie 1952 | 23 ani și 39 de zile |

| Nr. | Imagine | Nume                      | (Naștere–Deces) | Naționalitate              | Mandat                                 | Durata mandatului     |
| --- | ------- | ------------------------- | --------------- | -------------------------- | -------------------------------------- | --------------------- |
| 1   |         | Nicola Canali             | (1874–1961)     | Italia                     | 20 martie 1939 – 3 august 1961         | 22 ani și 136 de zile |
| 2   |         | Amleto Giovanni Cicognani | (1883–1973)     | Italia                     | 12 august 1961 – 30 aprilie 1969       | 7 ani și 261 de zile  |
| 3   |         | Jean-Marie Villot         | (1905–1979)     | Franța                     | 2 mai 1969 – 9 martie 1979             | 9 ani și 311 zile     |
| 4   |         | Agostino Casaroli         | (1914–1998)     | Italia                     | 28 aprilie 1979 – 8 aprilie 1984       | 4 ani și 346 de zile  |
| 5   |         | Sebastiano Baggio         | (1913–1993)     | Italia                     | 8 aprilie 1984 – 31 octombrie 1990     | 6 ani și 206 zile     |
| 6   |         | Rosalio Lara              | (1922–2007)     | Venezuela                  | 31 octombrie 1990 – 15 octombrie 1997  | 6 ani și 349 de zile  |
| 7   |         | Edmund Szoka              | (1927–2014)     | Statele Unite ale Americii | 15 octombrie 1997 – 15 septembrie 2006 | 8 ani și 335 de zile  |
| 8   |         | Giovanni Lajolo           | (n. 1935)       | Italia                     | 15 septembrie 2006 – 1 octombrie 2011  | 5 ani și 16 zile      |
| 9   |         | Giuseppe Bertello         | (n. 1942)       | Italia                     | 1 octombrie 2011 – 1 octombrie 2021    | 10 ani                |
| 10  |         | Fernando Vérgez Alzaga    | (n. 1945)       | Spania                     | 1 octombrie 2021 – 1 martie 2025       | 3 ani și 151 de zile  |
| 11  |         | Raffaella Petrini         | (n. 1969)       | Italia                     | 1 martie 2025 – 21 aprilie 2025        | 53 de zile            |